# Melanconium sphaeroideum
Melanconium sphaeroideum är en svampart som beskrevs av Link 1825. Melanconium sphaeroideum ingår i släktet Melanconium och familjen Melanconidaceae.   Inga underarter finns listade i Catalogue of Life.